# Logistikzentrum des Heeres
Das Logistikzentrum des Heeres (LogZH) war in der Bundesrepublik Deutschland bis 2008 eines der Zentren des Heeres. Es war dem Heeresamt unterstellt und erfüllte mit rund 600 Mann Personal für das Heer zentrale logistische Planungs- und Steuerungsaufgaben. Zum 1. April 2008 wurde die Dienststelle in das Heeresamt eingegliedert.

## Auftrag
Die Dienststelle war das logistische Kompetenzzentrum und Logistikzentrum des Heeres. Dazu nahm es Führungs- und Planungsaufgaben im Bereich Nutzung von Wehrmaterial und Logistik für das Heer wahr. Konkret bedeutete dies, die Einsatzreife und Einsatzfähigkeit der Heeresausrüstung herzustellen. Es wirkte also im vom Heeresamt zu verantwortenden Rüstungsprozess des Heeres mit. Weiterhin war es für die Materialbewirtschaftung und -erhaltung zuständig, insbesondere zur Planung der Materialbewirtschaftung und -erhaltung soweit es neu in das Heer einzuführendes Material betrifft. Darüber hinaus arbeitete das Logistikzentrum des Heeres mit anderen Stäben der Bundeswehr zusammen, um die Logistik in den Streitkräften weiterzuentwickeln. Die ausführenden Heereslogistiktruppen wurden jedoch truppendienstlich nicht vom Logistikzentrum des Heeres geführt, sondern von den unterstellten Dienststellen des Heeresführungskommandos, soweit die Logistik nicht ohnehin von der Streitkräftebasis (z. B. Logistikamt der Bundeswehr und Logistikzentrum der Bundeswehr) verantwortet wurde. Dem Logistikzentrum des Heeres waren zur Erfüllung seines Auftrags etwa 600 Soldaten und zivile Mitarbeiter unterstellt. Das Zentrum wurde von einem Brigadegeneral geführt.

## Geschichte
Das Logistikzentrum des Heeres wurde am 1. Oktober 2002 aufgestellt. Es ging im Wesentlichen auf das 1956 aufgestellte Zentralkommando Materialübernahme-Organisation (Heer) (später: Kommando Depotorganisation) zurück. Am 1. Juli 1970 wurde das Kommando über die Depots an die Territorialkommandos abgegeben. Das mittlerweile als Kommando Depotorganisation (Heer) bezeichnete Kommando Depotorganisation wurde zum Materialamt des Heeres umgegliedert. Aufgaben waren die Entwicklung von Wehrmaterial, der Technik (ab 1976 auch Fernmeldegeräteinstandsetzung) und der Materialerhaltung. 1995 wurde es dem neugeschaffenen  Heeresunterstützungskommando unterstellt. Das Logistikzentrum war 2002 aus dem Materialamt des Heeres und anderen Teilen des Heeresunterstützungskommandos gebildet worden – war jedoch in Aufgabenstellung und Gliederung nicht mit diesen übereinstimmend. Das Logistikzentrum des Heeres wurde zum 1. April 2008 als Abteilung V in das Heeresamt eingegliedert. Die Abteilung V nahm im Heeresamt weiter ähnliche Aufgaben wahr und wurde weiterhin von einem Brigadegeneral geleitet.

## Die Kommandeure / Leiter
| Nr. | Dienstgrad     | Name                  | Beginn der Amtszeit | Ende der Amtszeit  |
| --- | -------------- | --------------------- | ------------------- | ------------------ |
| 1   | Brigadegeneral | Walter Gernß          | 1. März 1956        | 12. Januar 1961    |
| 2   | Brigadegeneral | Hans Greiner          | 13. Januar 1961     | 30. September 1964 |
| 3   | Brigadegeneral | Theodor Meinicke      | 1. Oktober 1964     | 31. März 1968      |
| 4   | Brigadegeneral | Paul Peters           | 1. April 1968       | 30. September 1971 |
| 5   | Brigadegeneral | Gerhard Gruber        | 1. Oktober 1971     | 30. September 1974 |
| 6   | Brigadegeneral | Friedrich Bernhold    | 1. Oktober 1974     | 30. März 1978      |
| 7   | Brigadegeneral | Martin Holzfuß        | 1. April 1978       | 31. März 1983      |
| 8   | Brigadegeneral | Günther Mai           | 1. April 1983       | 31. März 1987      |
| 9   | Brigadegeneral | Friedrich Steinseifer | 1. April 1987       | 30. September 1988 |
| 10  | Brigadegeneral | Volker Krauss         | 1. Oktober 1988     | 1996               |
| 11  | Brigadegeneral | Hans-Hermann Schwede  | 1996                | 1999               |
| 12  | Brigadegeneral | Richard Bulheller     | 1999                | 2002               |
| 13  | Brigadegeneral | Karl-Heinz Hagemann   | 1. September 2003   |                    |
| 14  | Brigadegeneral | Hans-Joachim Fischer  | 1. Juli 2008        |                    |

## Verbandsabzeichen
Das Verbandsabzeichen enthielt alle Elemente des Verbandsabzeichen des Heeresamtes: zwei gekreuzte Schwerter und eine Granate auf rotem Grund und weiß-schwarzer Umflechtung. Das Verbandsabzeichen entsprach dem Verbandsabzeichen des ehemaligen Materialamts des Heeres.